# アメリカヒキガエル
アメリカヒキガエル（亜米利加蟇蛙、Bufo americanus）は、ヒキガエル科ヒキガエル属に分類されるカエル。未判定外来生物。

## 分布
種小名americanusは「アメリカの」の意で、和名や英名と同義。
アメリカ合衆国東部、カナダ南東部

## 形態

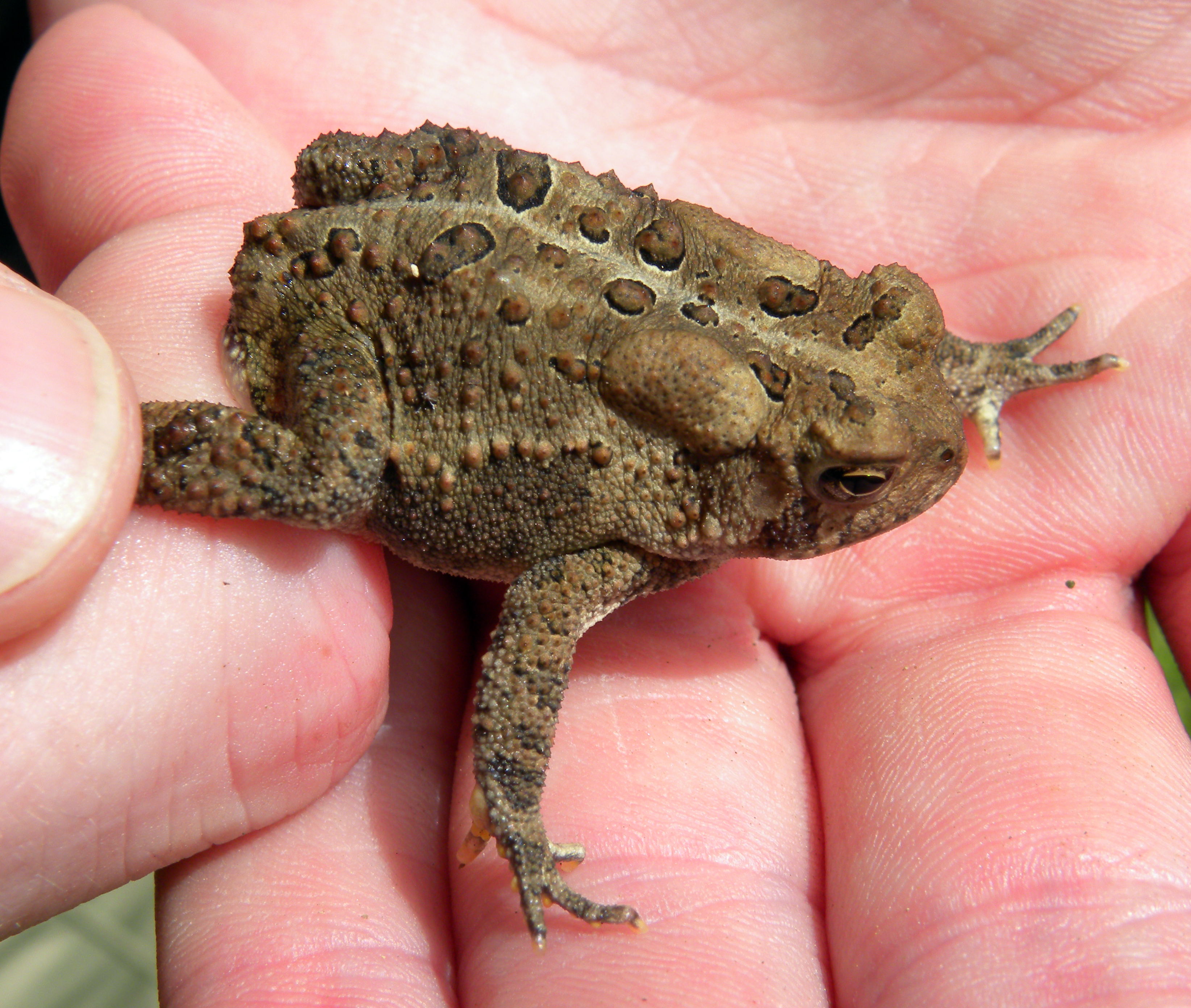
Bufo americanus americanus

体長5-11cm。体色は褐色だが、黒や赤の個体もおり変異が大きい。背面には不規則な暗色の斑紋が入り、正中線上に明色の筋模様が入る個体もいる。皮膚は疣状の突起で覆われる。

## 亜種
- Bufo americanus americanus　Holbrook, 1836
- Bufo americanus charlesmithi　Bragg, 1954
- Bufo americanus copei　Yarrow & Henshaw, 1878

## 生態
草原や森林、農耕地、民家近く、都市部等幅広い環境に生息する。陸棲で繁殖期以外に積極的に水場に近づくことはない。夜行性で、昼間は石や倒木の下等で休む。
食性は動物食で、昆虫類や節足動物、甲殻類、陸棲の貝類、ミミズ等を食べる。素早く舌をのばして獲物を捕らえ飲みこむ。
繁殖形態は卵生で、3-7月に池沼の水草や石の下等に長いひも状の寒天質に包まれた1回に4000-8000個の卵を産む。

## 人間との関係
ペットとして飼育されることもあり、日本にも輸入されていた。しかし2005年に外来生物法により本種を含めたヒキガエル属が未判定外来生物に指定されたため2007年現在輸入は停止している。

## 参考文献

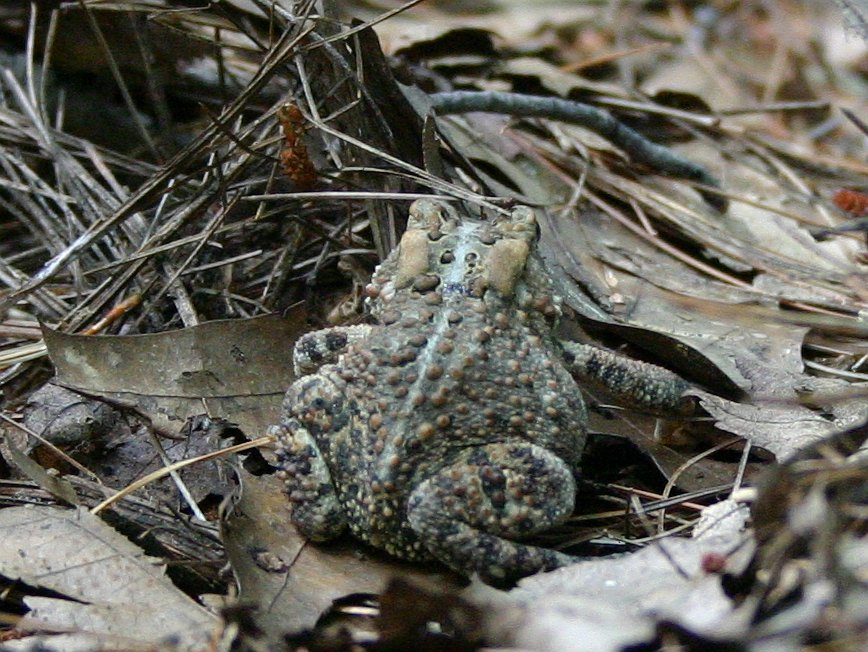
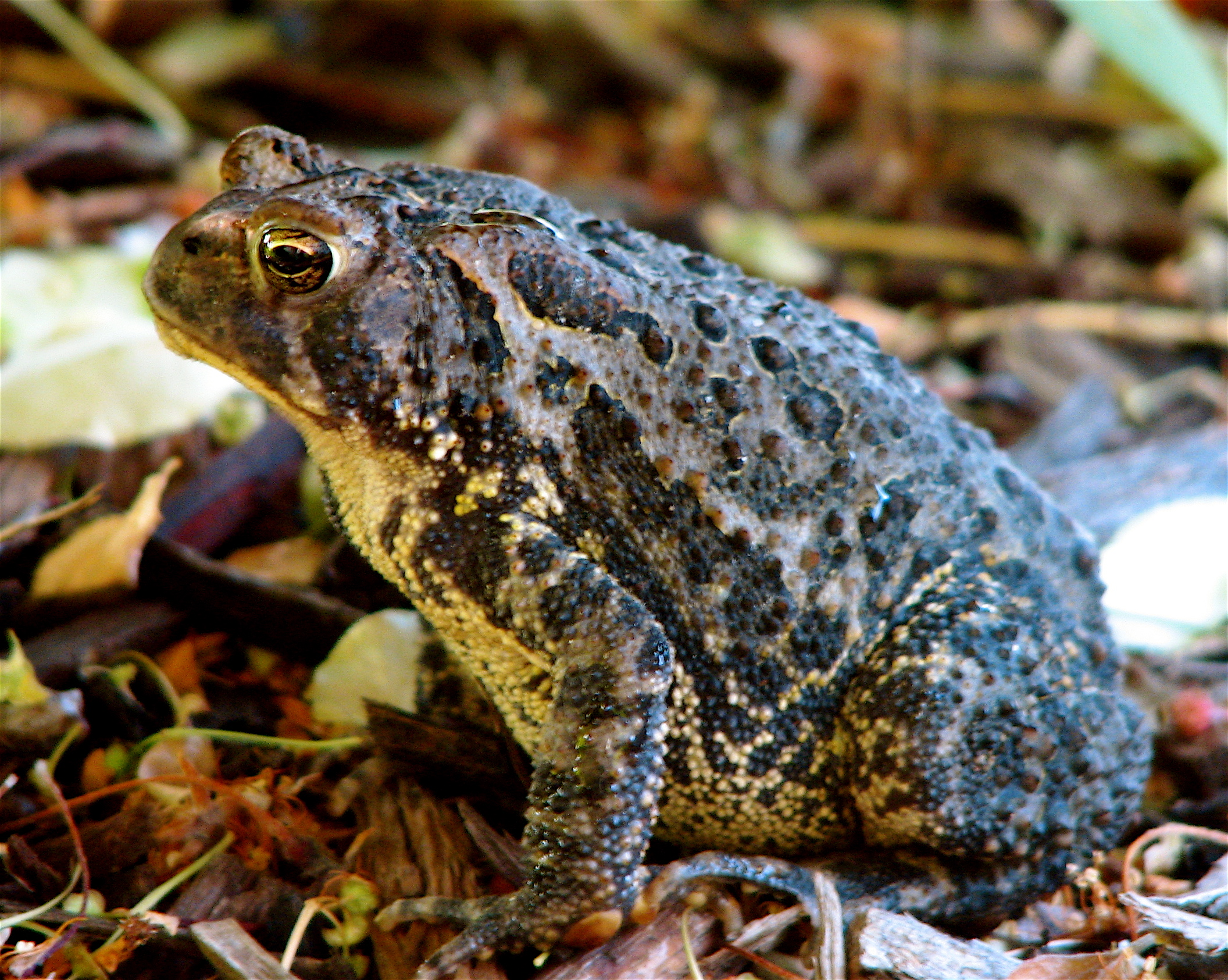
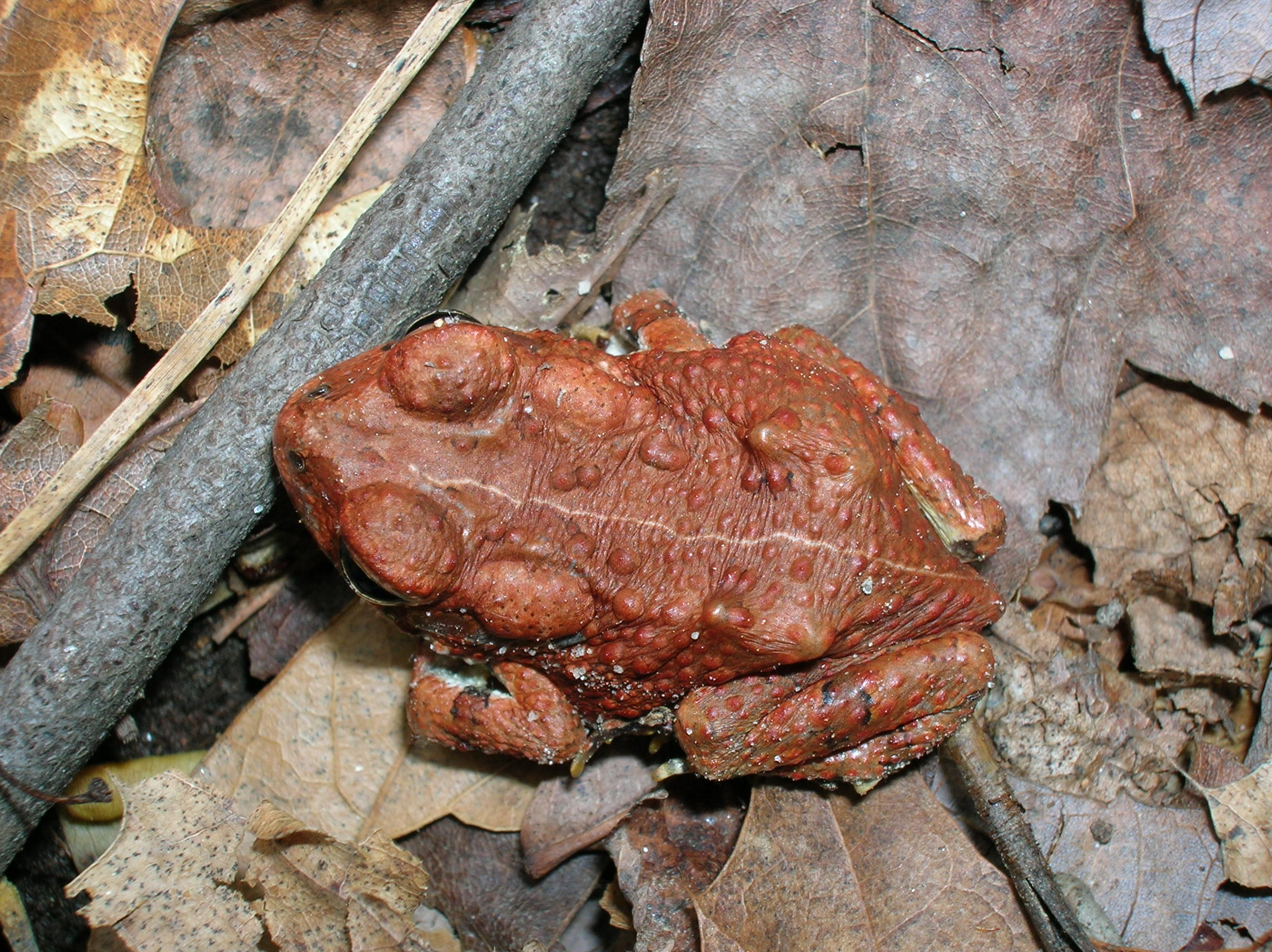
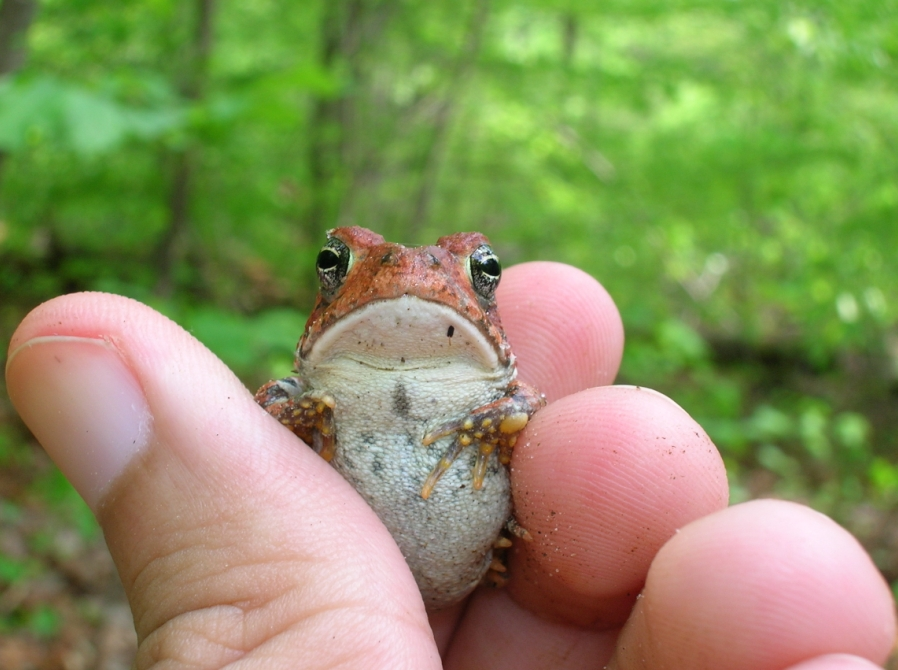